# Johann Bednar
 Johann Bednar (* 1947 in Wien) ist ein österreichischer Filmschauspieler.

## Leben
Bednar erlernte den Beruf eines Maschinenschlossers und Schweißers. Nach Abschluss der Prüfung im AKH war er von 1966 bis 1973 als Obduktionsassistent im Kaiser Franz Josef Spital und im Institut für Gerichtliche Medizin tätig.
1973 besuchte er eine Polizeischule und trat anschließend seinen Polizeidienst in Wien an. 1978 wechselte er zur Kriminalpolizei (Drogenfahndung und Gewaltreferat). Dezember 2008 ging er in den Ruhestand.
Bereits seit 1977 nahm Bednar privaten Schauspielunterricht. Neben der Tätigkeit als Kripo-Beamter war er im Nahbereich von Filmen. Seit der Pensionierung hatte er mehr Zeit, um als Schauspieler Fuß zu fassen.
Bednar ist Inhaber des Hobbysound-Tonstudios in Schwechat. Er betätigte sich als Komponist, Songwriter und Autor von „Anekdoten eines Kieberers“. Das Regiedebüt erfolgte mit dem Drehbuch zu dem Kurzfilm Das Ende ist der Anfang.
Bednar ist ausgebildet im Schießen, Boxen und Karate. In den 1970ern war er Motorsportler für Rallyes und Bergrennen. Seit 2010 ist er ordentliches Mitglied der Akademie des Österreichischen Films.

## Filmografie (Auswahl)
- 1993: Tatort: Stahlwalzer
- 2000: Der Bockerer III – Die Brücke von Andau
- 2007: Der Bulle von Tölz: Wiener Brut
- 2007: Das halbe Leben
- 2008: Der Fall des Lemming
- 2008: Der Räuber
- 2010: 22:43 – Das Schicksal hat einen Plan
- 2011: Atmen
- 2013: Risse im Beton
- 2014: CopStories (Fernsehserie, 3. Staffel)
- 2014: Vier Frauen und ein Todesfall
- 2015: Liebe möglicherweise
- 2015: Wilde Maus
- 2018: Womit haben wir das verdient?
- 2018: Meiberger – Im Kopf des Täters (Fernsehserie)
- 2019: Walking on Sunshine
- 2019: Waren einmal Revoluzzer
- 2021: Der weiße Kobold
- 2021: Eismayer
- 2023: Der Fall der Gerti B.